# Madeleinea
Madeleinea is een geslacht van vlinders van de familie van de Lycaenidae, uit de onderfamilie van de Polyommatinae. De soorten van dit geslacht komen voor in Zuid-Amerika.

## Soorten
- Madeleinea ardisensis Bálint & Lamas, 1997
- Madeleinea bella Bálint & Lamas, 1997
- Madeleinea cobaltana Bálint & Lamas, 1994
- Madeleinea colca Bálint & Lamas, 1997
- Madeleinea gradoslamasi Bálint, 1997
- Madeleinea huascarana Bálint & Lamas, 1994
- Madeleinea koa (Druce, 1876)
- Madeleinea lea Benyamini, Bálint & Johnson, 1995
- Madeleinea lolita Bálint, 1993
- Madeleinea ludicra (Weymer, 1890)
- Madeleinea malvasa Bálint & Pyrcz, 2000
- Madeleinea moza (Staudinger, 1894)
- Madeleinea nodo Bálint & Johnson, 1995
- Madeleinea pacis (Draudt, 1921)
- Madeleinea pelorias (Weymer, 1890)
- Madeleinea sigal Benyamini, Bálint & Johnson, 1995
- Madeleinea tintarrona Bálint & Johnson, 1995
- Madeleinea vokoban Bálint & Johnson, 1995